# Majorianus
Majorianus (Flavius Julius Valerius Majorianus), född cirka 420, död augusti 461, var kejsare över det västromerska riket 1 april 457 - 2 augusti 461. 

## Biografi
Majorianus var son till en uppbördsman i Gallien samt enligt historieskrivaren Prokopios en duglig och dygdig man. Majorianus utmärkte sig under härmästarna Aëtius och Ricimer, och den senare insatte honom som kejsare 457. Som sådan försökte han förbättra rikets tillstånd, framförallt genom att försvara provinserna som utsattes för fientliga angrepp, men även genom att skydda Roms monument och gamla byggnader från förstöring och ny lagstiftning som skulle återinföra ordnade förhållanden. 
Majorianus var den siste västromerska kejsaren att relativt lyckat försöka återta områden av tidigare västromersk kontroll med rikets egna resurser. Hans senare efterträdare var allihopa antingen marionettkejsare till diverse barbariska härmästare eller kejsare som utsetts av det östromerska riket. 